# CSS George Page
El CSS George Page, un barco de vapor de ruedas laterales de 410 toneladas, se construyó originalmente como transporte en Washington, DC en 1853.
Estuvo adjunta al Departamento de Intendencia del Ejército de los Estados Unidos, hasta que los confederados la capturaron en las cercanías de Aquia Creek, Virginia, en mayo de 1861, cuando se convirtió en parte de la Marina de Virginia. En junio de 1861 Virginia transfirió sus embarcaciones a la Armada de los Estados Confederados y el George Page, comandado por el teniente Charles Carroll Simms, CSN, fue equipado para el servicio de defensa fluvial, y en algún momento más tarde pasó a llamarse Ciudad de Richmond. Es posible que sus obras superiores hayan sido eliminadas en este momento.
Ella operó en el río Potomac en las cercanías de Quantico Creek. El 7 de julio de 1861, fue dañada por disparos del USS Pocahontas. El George Page fue destruido por su tripulación al abandonar las baterías Evansport el 9 de marzo de 1862.
Este artículo incorpora texto del Dictionary of American Naval Fighting Ships de dominio público.
- Datos: Q5014294
- Multimedia: CSS George Page (ship, 1853) / Q5014294